# أدريانا زاكس
أدريانا زاكس (بالإسبانية: Adriana Sachs) هي لاعبة كرة قدم أرجنتينية، ولدت في 25 ديسمبر 1993 في ليبرتاد في الأرجنتين. لعبت مع هوراكان.

## روابط خارجية
- أدريانا زاكس على موقع الاتحاد الدولي (مؤرشف)  (الإنجليزية)
- أدريانا زاكس على موقع قاعدة بيانات كرة القدم.إي يو (الإنجليزية)
- أدريانا زاكس على موقع Soccerway.com (الإنجليزية)
- أدريانا زاكس على موقع عالم كرة القدم.نت (الإنجليزية)
- أدريانا زاكس على موقع اللجنة الأولمبية الأرجنتينية (الإسبانية)